# 長手絢香
長手 絢香（ながて あやか、1981年10月30日 - ）は、日本のタレント・女優である。ハロー!プロジェクトの女性歌手グループ・女性アイドルグループのココナッツ娘。の元メンバー。本名：谷原 絢香、旧姓：長手、木村。ハロー!プロジェクト時代の芸名はアヤカ。兵庫県神戸市東灘区出身。トライストーン・エンタテイメント所属。夫はプロゴルファーの谷原秀人。

## 略歴
- 14歳の時、母親とハワイへ移住。
- 1999年、パシフィック・ドリーム・シンガー・コンテストに合格しココナッツ娘。としてデビュー。
- 2001年10月、上智大学比較文化学部（現・国際教養学部）に入学（その後、卒業）。
- 2002年、プッチモニに加入。
- 2003年、ROMANSに参加。
- 2004年5月2日、ミカのロサンゼルス留学による卒業に伴いココナッツ娘。メンバーは彼女1人となった。
- 2008年4月30日、ココナッツ娘。及びハロー!プロジェクトを卒業、同日付けでアップフロントとの契約を終了。
- 2008年5月1日、トライストーン・エンタテイメントに移籍と同時に芸名を長手絢香に改名した。
- 2008年7月8日、プロゴルファー谷原秀人と結婚[2]。
- 2009年12月12日、オフィシャルブログ「AYAKA BLOG」スタート。
- 2011年4月2日、公式ブログで妊娠していることを発表。同年8月29日に第1子（長男）を出産。後に第2子（長女）も出産している。

## 人物
- ココナッツ娘。の歴代メンバーでは唯一の日本人であり、唯一全活動期メンバーである。
- ハワイ大学文学部の学生であったが休学して日本に来た。
- ハロー!プロジェクトのメンバーでは、里田まい、吉澤ひとみと仲が良い。近年[いつから?]では石川梨華とも仲が良い。
- ゴルフをやっており、事務所や芸能人のゴルフイベントに良く参加している。
- 幼稚園からインターナショナル・スクール（カナディアン・アカデミー）に通っており英語による教育しか受けていない為、漢字が大の苦手。

## 作品

### 映像作品
- 片山晋呉&谷将貴 Digital Swing Revoution 〜ここから始めればGolfは簡単〜（2006年4月26日、ハチャマ）

## 出演

### テレビ番組
- アイドルをさがせ!（1999年1月 - 2002年3月、テレビ東京）
- フライデーナイトはお願い!モーニング（2000年4月 - 2001年9月、日本テレビ/テレビ岩手） - 『ココナッツ娘。の対決福顔占い』のコーナーのレギュラー
- 美少女教育（2001年4月 - 9月、テレビ東京） - 『AYAKAのとつげき英会話』のコーナーのレギュラー
- 美少女教育II（2002年4月 - 9月、テレビ東京） - 『AYAKAのとつげき英会話』のコーナーのレギュラー
- クイズ赤恥青恥（2001年4月6日、テレビ東京） - リポーター
- 日立 世界・ふしぎ発見!（2001年4月10日、TBS） - ミステリーハンター
- 大阪発元気ダッシュ!DOYAH（2001年11月 - 2004年3月、NHK衛星第二）
- セクシー女塾（2003年4月 - 9月、テレビ東京）
- 黄金鷲団（2005年4月 - 12月、東日本放送） - リポーター
- それいけ!アンパンマンくらぶ（2005年5月 - 9月、BS日テレ） - 英語の日担当
- ド短期ツメコミ教育!豪腕!コーチング!!（2007年5月28日、テレビ東京）

### ドラマ
- 怖い日曜日〜2000〜（2000年11月19日、日本テレビ）
- 夢をかなえるゾウ「男の成功篇」（2008年10月2日、日本テレビ/読売テレビ) - 田村美佳 役
- お家さん（2014年5月9日、日本テレビ/読売テレビ） - お美津 役
- 東京スカーレット〜警視庁NS係（2014年8月5日、TBS）（第4話）

### 映画
- 新宿スワンII（2017年1月21日、ソニー・ピクチャーズ エンタテインメント） - クイーンコンテスト司会者 役

### ラジオ
いずれも放送終了。
- FUNKY SEXY NIGHT WITHココナッツ。（「RIDE ON MUSIC」番組内）（2001年、TBSラジオ）
- ココナッツ娘。のKISS THE COCONUTS!（2001年11月 - 2004年5月、STAR digio）
- ココナッツ娘。AYAKAとカントリー娘。里田まいのBLEND KISS（2004年6月 - 2005年6月25日、STAR digio）
- アフタヌーン・パラダイス Trip In The Country（MUSIC BIRD、月曜日、15:00 - 16:55）
- 長手絢香のHELLO!MUSIC LATTE[3]（モバHO! ch301、毎月第1日曜日更新、以降毎週日曜日同時間リピート放送）
- アヤカのCOCONUTS KISS!（MUSIC BIRD、水曜日、21:00 - 22:00）
- アヤカのMusic & Diary （2008年4月1日 - 6月24日、MUSIC BIRD&コミュニティFM）
- 絢香のWhat's New（GREEN JACKET内コーナー）（2008年4月 - 、InterFM）

### ミュージカル
- LOVEセンチュリー -夢はみなけりゃ始まらない-（2001年5月3日 - 27日） - アヤカ（本人名） 役
- けん&メリーのメリケン粉オンステージ!（2003年2月5日 - 23日） - 岡本梢 役
- 江戸っ娘。忠臣蔵（2003年5月31日 - 6月29日） - りょう 役
- サヨナラのLOVE SONG（2004年2月18日 - 2月29日） - 佐伯エミリ 役
- ふしぎ少女探偵 キャラ&メル（2005年3月18日 - 4月10日） - 小山田かれん 役

### 舞台
- 大人の麦茶第十杯目公演『コトブキ珈琲』（2006年8月31日 - 9月10日、下北沢「劇」小劇場） - 三国リン 役
- 30-DELUX『BLUE』（2007年3月15日 - 3月21日 新宿御苑シアターサンモール、3月24日 - 3月25日、一心寺シアター倶楽部） - ナオミ（橘ナオミ） 役
- 大人の麦茶第十二杯目公演『ちがいますシスターズ』（2007年8月15日 - 8月19日、紀伊國屋ホール） - 真庭葵 役
- 劇団シニアグラフィティ 第6回公演〜昭和歌謡シアター『FAR AWAY』〜（2007年9月27日 - 9月30日、北千住THEATRE1010） - 一条もみじ 役
- 劇団シニアグラフィティ 第7回公演〜昭和歌謡シアター『オリビアを聴きながら』〜（2007年11月28日 - 12月2日、全労済ホールスペース・ゼロ） - 赤井良子 役
- 劇団 東京ヴォードヴィルショー　花組エキスプレス「あほんだらすけ28th」（2016年6月24日 - 7月3日、下北沢 ザ･スズナリ） - 客演

### イベント
- 保田圭・稲葉貴子・アヤカの日帰りバス旅行（2005年3月12日）
- 保田圭・稲葉貴子・アヤカの1泊2日バス旅行in長野（2005年5月14日 - 15日）
- 保田圭・稲葉貴子・アヤカの1泊2日バス旅行in長野Part2（2006年6月10日 - 11日）
- 保田圭・稲葉貴子・アヤカの1泊2日バス旅行in長野Part3（2007年6月2日 - 3日）
- ファンクラブ限定パシフィックヘブンイベント
- ファンクラブ限定カジュアルディナーショー

### CM
- ハウス食品 O'ZACK（1999年）

## 書籍
- ココナッツ娘。の楽しいハワイ留学（2002年8月5日、アップフロントブックス） ISBN 484701460X
- AYAKA - アヤカ写真集（2003年9月5日、ワニブックス）ISBN 4-8470-2771-X
- ぴあMAPハワイ2008ハンディガイド（2008年1月10日、ぴあ）

## 所属していたユニット
- ココナッツ娘。
- シャッフルユニット
  - 黄色5（2000年）
  - 7人祭（2001年）
  - セクシー8（2002年）
  - 11WATER（2003年）
  - H.P.オールスターズ（2004年）
- プッチモニ
- ROMANS